# Switch virtual interface
Pour les articles homonymes, voir SVI.
 (janvier 2017).
Une interface virtuelle du commutateur ou Switch Virtual Interface (SVI) est une interface VLAN du système de routage ou de commutation permettant l'administration à distance ou le routage inter-vlan. Ce n'est pas une interface physique; le VLAN et la SVI  traitent les paquets provenant de tous les ports physiques associés au VLAN.
Il n'y a qu'une correspondance entre une SVI et un VLAN. Donc une seule SVI peut être associée avec un VLAN. Par défaut, une SVI créée s'associe avec le VLAN par défaut (VLAN1) pour permettre l'administration du commutateur à distance.

## Utilisation des SVI et des VLAN (Virtual Local Area Network)
Les SVI sont généralement configurées avec un VLAN pour différentes raisons :
- Autoriser la circulation du trafic entre les VLAN en fournissant une passerelle par défaut.
- Fournir un pont (si nécessaire pour les protocoles non routables).
- Fournir la connectivité IPv6 de la couche 3 au commutateur.
- Supporter les configurations de transition et le protocole de routage.

## Avantages
Les SVI comprennent plusieurs avantages :
- Bien plus rapide qu'un router-on-a-stick (routage inter-vlan à l’aide d’un routeur dédié).
- Pas besoin de liens entre le commutateur et le routeur pour le routage.
- N'est plus limité par une interface. Les EtherChannels de la couche 2 peuvent être utilisés entre les commutateurs pour obtenir plus de bandes passantes.
- La latence est beaucoup plus petite, car les opérations se font directement au sein du commutateur.

Une SVI peut être aussi connue sous le nom "Routed VLAN Interface" (RVI) que l'on peut comprendre comme une interface VLAN routée.